# Sindaci di Mignanego

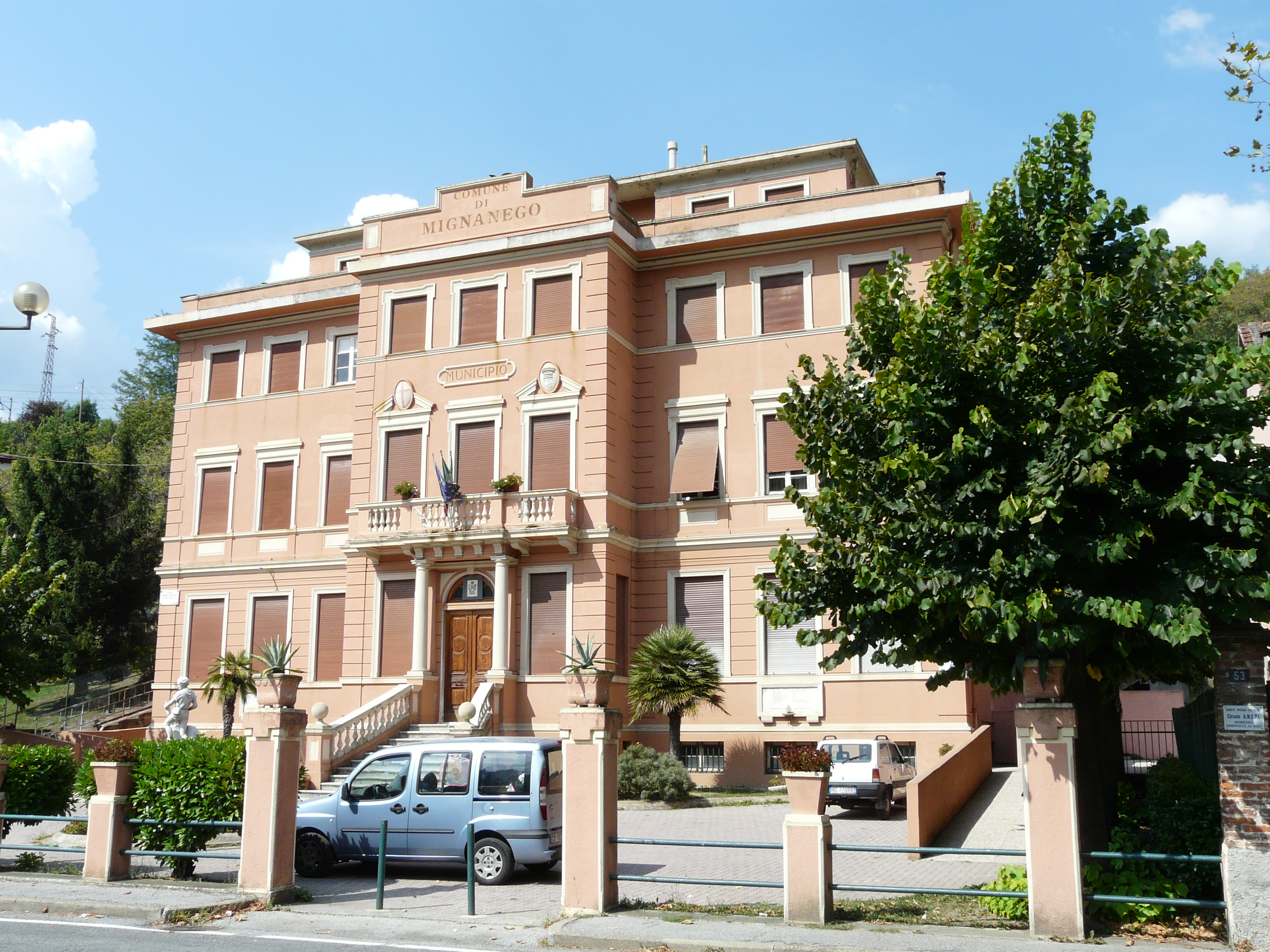
Il municipio

Questo elenco riporta i responsabili dell'amministrazione civica del comune di Mignanego nella città metropolitana di Genova.

## Regno di Sardegna (1815-1861)
| Periodo | Periodo | Primo cittadino           | Partito | Carica  | Note |
| ------- | ------- | ------------------------- | ------- | ------- | ---- |
| 1822    | -       | Luigi Ronco               |         | Sindaco |      |
| 1825    | -       | Gio Batta Risso           |         | Sindaco |      |
| 1833    | 1835    | Giuseppe Sobrero          |         | Sindaco |      |
| 1835    | 1840    | Matteo Risso              |         | Sindaco |      |
| 1840    | 1843    | Giuseppe Balestrero       |         | Sindaco |      |
| 1843    | 1849    | Giacomo Parodi            |         | Sindaco |      |
| 1849    | 1852    | Giovanni Battista Luciani |         | Sindaco |      |
| 1852    | 1855    | David Ronco               |         | Sindaco |      |
| 1857    | 1861    | Antonio Armirotti         |         | Sindaco |      |

## Regno d'Italia (1861-1946)
| Periodo           | Periodo           | Primo cittadino                                 | Partito | Carica                         | Note        |
| ----------------- | ----------------- | ----------------------------------------------- | ------- | ------------------------------ | ----------- |
| 1861              | 1867              | Antonio Armirotti                               |         | Sindaco                        |             |
| 1869              | 1874              | Francesco Balestrero                            |         | Sindaco                        |             |
| 1874              | 16 agosto 1875    | Antonio Armirotti                               |         | Sindaco                        | [ 2 ]       |
| 16 agosto 1875    | 1875              | nd                                              |         | Presidente e assessore anziano |             |
| 1875              | 25 luglio 1876    | Giuseppe Grondona                               |         | Sindaco                        | [ 3 ]       |
| 25 luglio 1876    | 1876              | nd                                              |         | Presidente e assessore anziano |             |
| 1876              | 7 febbraio 1878   | Antonio Armirotti                               |         | Sindaco                        | [ 4 ]       |
| 7 febbraio 1878   | 1880              | nd                                              |         | Presidente e assessore anziano |             |
| 1880              | 1881              | Serafino Sobrero Pietro Bonicelli               |         | Assessori facenti funzione     | [ 5 ]       |
| 1881              | 1889              | Luigi Lombardo                                  |         | Sindaco                        |             |
| 1889              | 1892              | Domenico Piaggio                                |         | Sindaco                        |             |
| 1892              | 1892              | Agostino Carpaneto Stefano Sobrero              |         | Assessori facenti funzione     | [ 6 ]       |
| 1892              | 10 settembre 1896 | Stefano Sobrero                                 |         | Sindaco                        | [ 7 ] [ 8 ] |
| 10 settembre 1896 | 1899              | Agostino Carpaneto                              |         | Sindaco                        | [ 9 ]       |
| 1899              | 1909              | Luigi Oneto                                     |         | Sindaco                        |             |
| 1909              | 2 marzo 1914      | Giovanni Lagorio                                |         | Sindaco                        | [ 10 ]      |
| 1º agosto 1914    | 1917              | Agostino Carpaneto                              |         | Sindaco                        |             |
| 1917              | 1920              | Anacleto Bassone                                |         | Comm. prefet.                  |             |
| 1920              | 1924              | Fedele Pittaluga                                |         | Sindaco                        |             |
| 1924              | 1924              | Giovanni Oreste Pastorino                       |         | Comm. prefet.                  |             |
| 1924              | 1925              | Giuseppe Pittaluga                              |         | Sindaco                        |             |
| 1925              | 1926              | Giuseppe Raffo Adriano Cirella                  |         | Comm. prefet.                  |             |
| 1926              | 1930              | Pietro Guidobono                                | PNF     | Podestà                        |             |
| 1930              | 1940              | Angelo Mantilero                                | PNF     | Podestà                        |             |
| 1940              | 1941              | Giuseppe Timossi                                | PNF     | Podestà                        |             |
| 1941              | 1942              | Angelo Mantilero                                | PNF     | Podestà                        |             |
| 1942              | 1942              | Giuseppe Timossi                                | PNF     | Podestà                        |             |
| 1942              | 1943              | Angelo Mantilero                                | PNF     | Podestà                        |             |
| 1943              | 1945              | Luigi Gallo Clemente Passera Virginio Felicioli |         | Comm. prefet.                  |             |

## Repubblica Italiana (1946-oggi)
| Periodo        | Periodo        | Primo cittadino       | Partito                                                 | Carica  | Note   |
| -------------- | -------------- | --------------------- | ------------------------------------------------------- | ------- | ------ |
| 1945           | 1946           | Giuseppe Pittaluga    |                                                         | Sindaco | [ 11 ] |
| 1946           | 23 marzo 1947  | Mario Cereseto        |                                                         | Sindaco | [ 12 ] |
| 1947           | 1956           | Angelo Castagna       |                                                         | Sindaco |        |
| 1956           | 1975           | Enrico Grasso         |                                                         | Sindaco |        |
| 1975           | 1976           | Natale Parodi         |                                                         | Sindaco | [ 13 ] |
| 1976           | 1980           | Angelo Ferraro        |                                                         | Sindaco |        |
| 1980           | 1985           | Ambrogio Zino         |                                                         | Sindaco |        |
| 1985           | 1990           | Enrico Grasso         | PSI                                                     | Sindaco |        |
| 1990           | 1992           | Gino Diana            | PSI                                                     | Sindaco |        |
| 1992           | 1999           | Francesco Parodi      | lista civica di centro-sinistra                         | Sindaco |        |
| 1999           | 2004           | Francesco Parodi      | Insieme per Mignanego (lista civica di centro-sinistra) | Sindaco |        |
| 2004           | 2009           | Michele Malfatti      | Tu sei Mignanego (lista civica di centro-sinistra)      | Sindaco |        |
| 2009           | 2014           | Michele Malfatti      | Tu sei Mignanego (lista civica di centro-sinistra)      | Sindaco |        |
| 26 maggio 2014 | 27 maggio 2019 | Maria Grazia Grondona | Tu sei Mignanego (lista civica di centro-sinistra)      | Sindaco |        |
| 27 maggio 2019 | 10 giugno 2024 | Maria Grazia Grondona | Tu sei Mignanego (lista civica di centro-sinistra)      | Sindaco |        |
| 10 giugno 2024 | in carica      | Michele Malfatti      | Tu sei Mignanego (lista civica di centro-sinistra)      | Sindaco |        |